# Geelbuiktiranmanakin
De geelbuiktiranmanakin (Neopelma sulphureiventer) is een zangvogel uit de familie Pipridae (manakins).

## Verspreiding en leefgebied
Deze soort komt voor van oostelijk Peru tot noordelijk Bolivia en aangrenzend amazonisch westelijk Brazilië.

## Status
De grootte van de populatie is niet gekwantificeerd maar de soort wordt omschreven als schaars en met een versnipperde verspreiding. Op de Rode lijst van de IUCN heeft deze soort de status niet bedreigd.